# Баранов Іван Олександрович
Іван Олександрович Баранов (нар. 16 червня 1985, Макіївка, Донецька область, УРСР) — український та фінський футболіст, захисник.

## Кар'єра гравця
Футбольну кар'єру розпочав у 2001 році в нижчоліговому фінському клубі «Вікінгіт» (Гельсінкі), кольори якого захищав до 2004 року. У 2003 році виступав в оренді за ТП-47 (торніо).
У 2004 році повернувся до України, де підписав контракт з «Арсеналом». Дебютував у футболці київського клубу 16 квітня 2005 року в програному (0:2) виїзному поєдинку 22-о туру Вищої ліги проти ужгородського «Закарпаття». Іван вийшов на поле на 85-й хвилині, замінивши Костянтина Бабича. У складі «канонірів» у Вищій лізі зіграв 5 матчів, 24 матчі провів за дублюючий склад та зіграв 2 матчі у кубку України.
У 2007 році повернувся до Фінляндії, де підсилив клуб третього дивізіону місцевого чемпіонату «Гністан» (22 матчі). По ходу сезону перейшов до гельсінкського «Спартака», у футболці якого в 2010 році й завершив футбольну кар'єру.

## Особисте життя
Син колишнього футболіста та тренера Олександра Баранова. 